# Rio Marshyangdi
O rio Marshyangdi ou rio Marsyangdi (em nepali: मर्स्याङ्दी नदी) é uma rio de montanha da região central do Nepal, com aproximadamente 150 km de extensão e afluente do rio Trishuli.
Resulta da confluência de das torrentes de montanha Khangsar Khola e Jharsang Khola, situada a noroeste do maciço do Annapurna, a 3 600 metros de altitude, perto da aldeia de Manang. Corre para leste através do distrito de Manang e depois para sul através do distrito de Lamjung.